# Lorens Kockum
Lorens Kockum d.ä. född 6 maj 1773 i Malmö, död 31 maj 1825 i Köpenhamn, var en svensk handelsman.

## Biografi
Kockum var son till Henrik Kockum (1748–1825) och Bengta S Holm (1753–1786). Han gick efter avslutad skolgång i garverilära hos fadern och blev gesäll. Otillfredsställd med denna verksamhet sadlade han om och blev köpman samt erhöll 1800 burskap som handlande, varefter han idkade huvudsakligen spannmålshandel. Han köpte gården no 31b vid Östergatan i Malmö av fadern; här hade han sin bostad till 1810 då han flyttade till no 3. Han bytte nämligen då bort sin gård till borgmästare Carl Magnus Nordlindh mot dennes gård Adelgatan no 4 (Tunnelns hus).
År 1821 övertog han svärmoderns affär, firman Frans Suell, samt alla hennes fastigheter liksom Tobaksfabriken för att rädda ett sjunkande skepp. Det blev istället sonen Frans Henrik som räddade "skutan".